# Эванс, Род
Родерик «Род» Эванс (англ. Roderic "Rod" Evans; род. 19 января 1947) — британский рок-музыкант, вокалист, один из основателей группы Deep Purple.

## Биография
До создания Deep Purple Эванс состоял в группе The Maze вместе с Иэном Пейсом. В 1968 стал одним из создателей Deep Purple, которая записала три альбома с его участием. Однако вскоре стиль пения Эванса перестал устраивать Блэкмора, Лорда и Пейса. В конце мая 1969 они собрались в Нью-Йорке и пришли к выводу, что Эванс и басист Ник Симпер должны покинуть группу.
Иэн Пейс:

«Мы решили, что Род и Ник достигли предела своих возможностей. У Рода был прекрасный балладный голос, но его ограниченность становилась очевидной…»Оригинальный текст (англ.)We thought that Rod and Nick had gone about as far as they could. Rod had great ballad voice, but the limitations of that were becoming obvious.

Также одной из причин увольнения отчасти послужило желание Эванса перебраться в США.
В дальнейшем Эванс в течение 11 лет получал отчисления от прибыли с продажи альбомов, записанных с его участием.
После ухода Эванс начал изучать медицину. В 1971 году Род на Capitol выпустил сольный сингл «Hard to Be Without You» (b/w «You Can’t Love A Child Like A Woman»), а затем присоединился к группе Captain Beyond, с которой записал два альбома (позднее был выпущен ещё один концертный альбом).

### «Воссоздание» Deep Purple

Фальшивая группа «Deep Purple». Слева направо: Юргенс, Флинн, де Ривера, Эмери, Эванс

В 1980 году к Эвансу обратились американские менеджеры с сомнительной репутацией (ранее они организовали выступления фальшивой группы Steppenwolf) и предложили «воссоздать» Deep Purple, распавшуюся в 1976 году. Эванс согласился и предложил участвовать в этом проекте Симперу, однако последний отказался. В период с 17 мая по 19 августа 1980 Эванс с группой малоизвестных музыкантов дал несколько концертов в Мексике, США и Канаде под названием Deep Purple. В состав группы, помимо Эванса, входили:
- Тони Флинн (англ. Tony Flynn) — гитара
- Том де Ривера (англ. Tom de Rivera) — бас-гитара
- Джефф Эмери (англ. Geoff Emery) — клавишные
- Дик Юргенс (англ. Dick Juergens) — ударные

Группа исполняла песни как первого состава Deep Purple, так и последующих, в которые Эванс уже не входил.
Низкое качество исполнения вызывало возмущение зрителей, и вскоре менеджеры настоящих Deep Purple добились судебного решения о запрете выступлений группы Эванса и о возмещении им ущерба от неправомерного использования названия группы в размере 672 тыс. долларов США (поскольку Эванс был оформлен как единственный организатор фальшивой группы и получал все гонорары, к ответственности был привлечён только он). Так как Эванс расплатиться не смог, ему прекратили выплачивать отчисления за записанные с его участием альбомы Deep Purple.

### После 1980
После суда Эванс ни разу не появился на публике, и достоверная информация о его дальнейшей жизни отсутствует. Имеются лишь отрывочные сообщения отдельных поклонников творчества Эванса и Deep Purple о том или ином факте его жизни, ни одно из которых не было подтверждено из надёжных источников. Например, сообщалось, что в конце 80-х — начале 90-х годов он работал в том же госпитале в Калифорнии или что его несколько раз видели в штате Вермонт.
По утверждению одного из участников Captain Beyond Ларри Рейнхардта, около 2006 года он предлагал Роду участвовать в возрождённой группе, но Эванс не проявил интереса к этому предложению. Смерть Рейнхардта в январе 2012 положила конец надеждам на воссоединение Captain Beyond.
В декабре 2015 года Иэн Пейс заявил, что не общался с Эвансом с конца 70-х годов и не имеет никаких сведений о его местонахождении и даже о том, жив ли он. В то же время в интервью 2015 года барабанщик Captain Beyond Бобби Колдуэлл сообщил, что контактирует с Эвансом, и что тот долгое время работал в области медицины. В 2017 году Колдуэлл в очередном интервью рассказал, что Эванс живёт в северной Калифорнии, женат на коллеге, ведёт замкнутый образ жизни, мало с кем общается и не заинтересован в возобновлении музыкальной карьеры. 

В 2016 году он был введён в Зал славы рок-н-ролла в качестве участника Deep Purple. Церемония состоялась  8 апреля. Род не присутствовал на мероприятии.

## Дискография
С Deep Purple:
- Shades of Deep Purple, 1968
- The Book of Taliesyn, 1968
- Deep Purple, 1969

С Captain Beyond:
- Captain Beyond, 1972
- Far Beyond A Distant Sun - Live Arlington, Texas, 1973
- Sufficiently Breathless, 1973